# الخطوة الجنوبية
خطوة جنوبية هي رقصة حرب قديمة وهي إحدى الألعاب والألوان الجنوبية السعودية، يتميز شعرها بغزارته وتنوع ألحانه وهدوء إيقاعاته بطريقة يسهل معها أداء الرقصة، وتنتشر الخطوة وتشتهر في منطقة عسير التي تشمل على أكثر من 16 محافظة وعرفت في هذه المناطق أكثر من غيرها.

## أصلها
أصل اللعبة من قبيلة عسير، فهم أول من لعبها ومع مرور الوقت تناقلتها باقي القبائل الجنوبية كتراث متنقل.

## اسمها
اتخذت الرقصة مسماها من خطوة القدم على الأرض، لأن الراقص يستخدم خطواته بطريقة إيقاعية لأدائها.

## تاريخها
تاريخ الخطوة مجهول، فثمة من يقول أنها منذ ألف عام، ومن يقول أنها حديثة، ولكن المؤكد أنها لعبة قديمة.

## طريقتها
طريقة الخطوة سهلة، فهي خطوتين باليسرى وخطوتين باليمنى ثم يكسرون باليسرى وخطوتين باليسار ثم ينحون ويكسرون اثنتين باليمنى، ويلاحظ أن طريقتها وسرعتها تختلف من قبيلة إلى أخرى.

## الاستعمالات
تُقام الخطوة في العديد من المجالات، وتُلعب في مهرجان الجنادرية كتراث شعبي. وتقام بالعادة في الأفراح والزواجات والعزائم والتجمعات الشبابية.

## قصائد
- البدء:

- الرد:[6]

## معهد مسك للفنون
في أغسطس2019، نظَّم معهد مسك للفنون بموسم السودة، معرض الخطوة الجنوبية، حيث اشتمل المعرض على صور ومقاطع مرئية. احتوى المعرض على قوس الظلال، كما اشتمل المعرض على قسم الخطوة البانورامية، عاش فيه الزائرون صورةً حيةً لأداء الخطوة.

## مهرجان الخطوة العسيرية
في نوفمبر 2022، نظَّمت وزارة الثقافة مهرجان الخطوة، خلال المدة من 27 نوفمبر إلى 1 ديسمبر 2022، حيث تضمَّن المهرجان 4 مناطق رئيسة، هي:
- أوبريت الافتتاح مع إيقاع الخطوة الجنوبية.
- معرض الخطوة العسيرية.
- الموسيقى والطهي.
- الأمسيات الشعرية والغنائية.